# Mad Caddies
Mad Caddies – amerykański zespół grający muzykę z pogranicza ska i punk rocka założony w 1995 w Kalifornii. Grupa wydaje nagrania w wytwórni muzycznej Fat Wreck Chords.

## Skład
- Chuck Robertson (wokal)
- Mark Iversen (bas)
- Brian Flenniken (perkusja)
- Sascha Lazor (gitara i banjo)
- Keith Douglas (trąbka i wokal)
- Ed Hernandez (puzon)

## Dyskografia
- 1997 – Quality Soft Core
- 1998 – Duck And Cover
- 2000 – The Holiday Has Been Cancelled (EP)
- 2001 – Rock The Plank
- 2003 – Just One More
- 2004 – Songs In The Key Of Eh! (Live From Toronto)
- 2007 – Keep It Going
- 2014 – Dirty Rice